# Muhammad VI. (Granada)
Muhammad VI. „der Rothaarige“ (* 18. März 1332 in Granada; † 27. April 1362 in Sevilla) war Emir von Granada von 1360 bis 1362.
Nach dem Regierungsantritt von Muhammad V. opponierte Abu Said, ein Großneffe von Ismail I., gegen diesen und stürzte ihn 1359 durch eine Palastrevolution. Allerdings gelang Muhammad V. die Flucht nach Marokko. Zunächst setzte Abu Said Ismail II. 1359 als Herrscher ein. Schon 1360 ließ er ihn aber ermorden und bestieg nun als Muhammad VI. den Thron des Nasridenreichs. 
Mittlerweile hatte der gestürzte Muhammad V. bei den Meriniden in Marokko und in Kastilien Hilfe erhalten und begann mit dem Kampf um die Macht. Muhammad VI. konnte sich zunächst erfolgreich gegen Muhammad V. und seine ausländischen Truppen behaupten, doch machte er sich wegen seiner tyrannischen Herrschaft zunehmend unbeliebt. Nach dem Abfall einiger Provinzen und Städte floh er 1362 aus Granada nach Sevilla, wo er sich Hilfe durch Peter I. von Kastilien erhoffte. Dieser ließ ihn allerdings hinrichten. Mit dem Tod von Muhammad VI. konnte sich Muhammad V. wieder in Granada durchsetzen und das Reich zu einer neuen Blüte führen.